# Řád přátelství
Řád přátelství bylo československé státní vyznamenání (řád) určené pro příslušníky cizích států, kteří navázali, upevnili či posílil přátelský vztah s ČSSR. Udělován byl prezidentem republiky. Zřízen byl roku 1976 a jeho udělování bylo zrušeno roku 1990.
Odznak řádu měl podobu pěticípé hvězdice s mezipaprsky a s rýhováním a na cípech s fasetovanými českými granáty. Na závěsné sponě byl monogram ČSSR. Stuha byla rudá s prostředním proužkem, kde se střídaly národní barvy červená, bílá a modrá. Nošená stužka měla na levé straně český granát.
Řád byl udělen 96, poprvé v roce 1978 Luisi Carlosu Prestesovi a naposledy Roaldu Piskoppelovi v roce 1989. Vedle osob mohl být udělován i institucím, jako třeba Společnosti sovětsko-československého přátelství. Udělování řádu do různých částí světa z něho udělalo faleristickou vzácnost.

## Popis řádu
Řád přátelství má tvar pětidílné hvězdice z pozlaceného stříbra, jejíž rýhované paprskovité díly jsou zakončeny fazetovanými českými granáty. Mezi jednotlivými díly jsou rýhované mezipaprsky. Plastický medailon je ve středu vyplněn fazetovanými českými granáty. Horní díl řádového odznaku je opatřen kolmým ouškem, kterým prochází kroužek obdélníkové závěsné spony z pozlaceného stříbra zdobené iniciálami "ČSSR". Na rubu závěsné spony je vyryto matriční číslo. Stuha je průvlečná lichoběžníková, 38
mm široká a 55 mm dlouhá, rudé barvy, uprostřed se svislým proužkem střídajících se červenomodrobílých československých státních barev.